# Litteraturåret 1932

## Händelser
- Februari – Bonniers Litterära Magasin utkommer med sitt första nummer.[1]
- Augusti – Årets enda nummer av den vänsterorienterade tyska tidskriften Die Aktion utkommer. Det är också tidskriftens sista nummer innan den försvinner efter 21 år.

## Priser och utmärkelser
- Nobelpriset – John Galsworthy, Storbritannien[2]
- De Nios Stora Pris – Emilia Fogelklou
- Letterstedtska priset för översättningar – Carl Charlier för översättningen av Isaac Newtons Naturvetenskapens matematiska principer
- Kleistpriset – Richard Billinger för dramat Rauhnacht (1931) och Else Lasker-Schüler för sitt samlade verk.

## Nya böcker

### 0 – 9
- 1919 av John Dos Passos

### A – G
- Andliga övningar av Hjalmar Gullberg
- Ansikten (antologi)
- A.P. Rosell, bankdirektör av Vilhelm Moberg
- Atlantvind av Artur Lundkvist
- Bobinack av Eyvind Johnson
- Bombi Bitt och jag av Fritiof Nilsson Piraten
- Båge och lyra av Vilhelm Ekelund
- De himmelska ängderna av John Steinbeck
- Den förvandlade Messias av Hjalmar Söderberg
- Dagbok för Selma Ottilia Lovisa Lagerlöf av Selma Lagerlöf[3]
- Du sköna nya värld av Aldous Huxley

### H – N
- Konungen av Pär Lagerkvist
- Landet långthärifrån av Elsa Beskow[4]
- Livet är rikt av Gustav Sandgren
- Mannen utan egenskaper (del 2) av Robert Musil
- Måna är död av Ivar Lo-Johansson
- Natten är här av Eyvind Johnson

### O – U
- Resor utan mål av Harry Martinson
- Salka Valka (del 2) av Halldór Laxness
- sent på jorden av Gunnar Ekelöf
- Solägget av Elsa Beskow[4]
- Spansk odyssé av Josef Kjellgren

### V – Ö
- Vid lägereld av Pär Lagerkvist
- Vit man av Artur Lundkvist
- Österlandsfärden av Hermann Hesse

## Födda
- 7 februari – Gay Talese, amerikansk författare och journalist.
- 18 mars – John Updike, amerikansk författare.
- 4 april – Andrej Tarkovskij, rysk regissör, författare och skådespelare.
- 26 april – Birgitta Stenberg, svensk författare och manusförfattare.
- 3 juni – Barbro Backberger, svensk, journalist, författare och feminist.
- 22 juni – Bengt Forslund, svensk producent, regissör och författare.
- 29 juli – Katarina Taikon, svensk författare.
- 17 augusti – V.S. Naipaul, trinidadisk-brittisk författare, nobelpristagare 2001.
- 26 augusti – Olov Svedelid, svensk författare.
- 28 augusti – Kerstin Strandberg, svensk författare och bildkonstnär.
- 2 september – Mikael Enckell, finlandssvensk författare och psykoanalytiker.
- 30 september – Ing-Marie Eriksson, svensk författare.
- 16 oktober – Guðbergur Bergsson, isländsk författare.
- 27 oktober – Sylvia Plath, amerikansk författare och lyriker.
- 21 november – Bo Grandien, svensk författare, journalist, konstvetare och arkitekturhistoriker.
- 17 december – Konrad Bayer, österrikisk författare.

## Avlidna
- 21 februari – Erik Dan Bergman, 62, svensk journalist och författare.
- 24 februari – Ada Rydström, 75, svensk lokalhistoriker.

### Fotnoter
1. ↑  Projekt Runeberg
2. ↑  ”Nobelpriset i litteratur”. https://www.nobelprize.org/prizes/lists/all-nobel-prizes-in-literature/. Läst 20 mars 2011.
3. ↑  ”Selma Lagerlöfs böcker”. Arkiverad från originalet den 27 augusti 2011. https://web.archive.org/web/20110827002154/http://selmalagerlof.org/bocker.html. Läst 12 april 2011.
4. 1 2  ”Elsa Beskows boktitlar”. Arkiverad från originalet den 14 december 2012. https://web.archive.org/web/20121214172009/http://kampanj.bonniercarlsen.se/beskow/titlar1.htm. Läst 12 april 2011.